# IC 4803/1
IC 4803/1 је спирална галаксија у сазвијежђу Паун која се налази на листи објеката дубоког неба у Индекс каталогу.
Деклинација објекта је - 62° 3' 40" а ректасцензија 19h 0m 51,1s. Привидна величина (магнитуда) објекта IC 4803 износи 14,9 а фотографска магнитуда 15,7. IC 48031 је још познат и под ознакама ESO 141-17, AM 1856-620, PGC 62681.